# Les secrets de Ciempozuelos
Pour les articles homonymes, voir Frankenstein.
Les secrets de Ciempozuelos (titre en espagnol: La madre de Frankenstein ) est un roman d'Almudena Grandes situé dans la période de la guerre d'Espagne. Publié en 2020, il s'agit du cinquième épisode de la série des Épisodes d'une Guerre Interminable, qui devait en compter six. La mort de l'auteure en 2021 a mis fin prématurément à cette grande fresque historique.

## Contexte
Le roman décrit la terrible situation de la psychiatrie en Espagne dans les années 1950, avec pour axe central la dernière étape de la vie d'Aurora Rodríguez Carballeira, internée dans l'hôpital psychiatrique de Ciempozuelos. Aurora Rodríguez Carballeira s'est rendue célèbre dans les années 1930 pour avoir assassiné sa fille prodige Hildegart Rodríguez Carballeira, lorsqu'elle a perçu que celle-ci échappait à son contrôle,.
Comme dans les autres romans de la série, Almudena Grandes entremêle des faits historiques avec des récits de personnages fictifs, montrant ainsi un reflet de la société espagnole de l'époque. Ce roman comporte 117 personnages, dont sept ont réellement existé, notamment Antonio Vallejo Najera et López Ibor, deux pontes de la psychiatrie sous la dictature de Franco, ainsi qu'Aurora Rodríguez Carballeira. Selon l'auteure, "dans ce livre, la répression est celle de la vie quotidienne, non celle des grands bains de sang ni des persécutions policières".

## Synopsis
C'est une histoire racontée à trois voix, dont le point de départ est l'arrivée du docteur Germán Velázquez en Espagne pour mettre en pratique un traitement expérimental pour la schizophrénie, la chlorpromazine, au sanatorium mental de Ciempozuelos. Germán Velázquez est un psychiatre d'origine espagnole établi en Suisse, ayant fui l'Espagne à l'adolescence pendant la Guerre Civile en raison de l'implication de son père dans la Deuxième République. Lorsqu'il rentre dans une Espagne pour lui inconnue, il retrouve Aurora Rodríguez Carballeira, une patiente atteinte de paranoïa internée pour avoir assassiné sa fille, mais aussi une femme cultivée et intelligente. Ils se connaissaient car le père du docteur Velázquez, psychiatre lui aussi, avait réalisé une évaluation de la patiente juste avant son procès (en 1933) et lui, Germán, avait écouté son aveu d'assassinat derrière la porte. Dans le sanatorium, il connaît aussi María Castejón, une auxiliaire d'infirmerie issue d'une famille de travailleurs de l'établissement de Ciempozuelos. L'auxiliaire d'infirmerie a un lien très spécial avec la patiente, qui autrefois lui avait enseigné à écrire. María, Germán et Aurora sont les narrateurs.  
Aurora Rodríguez Carballeira est une ferme adepte des théories eugénistes, et considére sa fille Hildegart comme sa création, si bien que lorsque la jeune femme a commencé à manifester son indépendance, celle-ci l'a assassinée. Hildegart, de même qu'Aurora, est surdouée, mais a toujours été surprotégée. À la suite de son influence dans la société, elle a commencé à correspondre avec des personnalités très connues de l'époque, comme le britannique H.G. Wells, qui avait manifesté son intention de l'emmener en Angleterre comme secrétaire. De nombreuses théories suggèrent que ce fut l'élément déclencheur de l'assassinat.
Ce roman, basé sur les deux dernières années de la vie d'Aurora Rodríguez Carballeira (1954-1956), trace un portrait de l'Espagne de l'après-guerre et décrit la situation de la psychiatrie espagnole à cette époque. C'est cette réalité qu'affronte Germán Velázquez, qui doit côtoyer des personnages très particuliers de l'histoire de l'Espagne, tels que le psychiatre Vallejo Nájera, surnommé le "Menguele espagnol". Pour celui-ci, il existait un "gène rouge", auquel était liée "l'imbécillité" et la "faiblesse mentale". Pour l'extirper de l'esprit des enfants, et conserver ainsi la race hispanique, il fallait les séparer de leurs parents lorsqu'ils étaient bébés, en fusillant les parents et en éduquant les enfants dans les valeurs du Mouvement National. Germán doit aussi vivre aux côtés de López Ibor, connu pour ses méthodes pour "soigner" l'homosexualité par des traitements incluant életrochocs et lobotomies.

## Élaboration du roman
Almudena Grandes a eu connaissance de l'histoire d'Aurora Rodríguez Carballeira en 1989, par le livre du psychiatre asturien Guillermo Rendueles, Le manuscrit trouvé à Ciempozuelos. Ce livre était une analyse de l'historique clinique d'Aurora Rodríguez Carballeira. Dès lors, l'auteure a été fascinée par la femme, "si brillante, si folle et si spectaculaire".
Outre le manuscrit du psychiatre asturien sur lequel elle s'est appuyée, l'écrivaine a réalisé un vaste travail de documentation pour refléter la personnalité d'Aurora. Entre autres choses, elle s'est entretenue avec le psychiatre progressiste Carlos Castilla del Pino et a lu des conversations avec Aurora du journaliste Eduardo de Gúzman. 
Par ailleurs, tout au long de la trame du roman, sont retracés de nombreux événements  historiques, à commencer par le procès d'Aurora Carballeira, qui eut un grand retentissement à son époque par l'affrontement des deux Espagne: l'expert de la défense était José Rodríguez Lafora, d'idéologie progressiste et qui alléguait que l'acte répondait à la paranoïa d'Aurora; face à celui de l'accusation, l'idéologue du régime franquiste Vallejo Najera, qui attribuait l'assassinat à la dépravation d'une femme qui lisait beaucoup et librement - et c'est pourquoi la lecture était dangereuse pour les femmes. 
D'autres scènes réelles que relate le roman sont la chute de Ciempozuelos, le premier jour de la Bataille du Jarama (pendant la Guerre Civile), l'histoire du Stanbrook, un bateau qui est sorti du port d'Alicante surchargé d'exilés républicains sous le commandement du capitaine Archibald Dickinson et le massacre de civils qui fuyaient à pied par la route de Málaga à Almería.

## Adaptations
Le Centre Dramatique National a joué en septembre 2023, dans le Théâtre María Guerrero de Madrid, une adaptation théâtrale du roman, dirigée par Carme Portaceli, adaptée par Anna Maria Ricart Codina et interprétée par Blanche Portillo, Pablo Derqui, Ferran Carvajal, Macarena Sanz, José Troncoso, Jordi Collet, Bethléem Ponce de León, David Fernández "Fabu" et Gabriela Flores.  